# Vaufrèges
Vaufrèges est un quartier du 9e arrondissement de Marseille. Les habitants de Vaufrèges se nomment les Valfrégiduciens. Il est à noter qu'en provençal, Vau Frejo signifie Vallée Froide, soit l'équivalent du lieu-dit Frais-Vallon situé dans le quartier de la Rose, au nord-est de Marseille.
Vaufrèges est un petit quartier situé principalement autour de la route Léon Lachamp (D559), sur sa partie terminale avant la sortie de Marseille, avant le col de la Gineste. Vaufrèges est situé au pied de la colline et présente des habitations avec de grands jardins. En 2009, le quartier est menacé par un feu de forêt dû à un exercice militaire au camp de Carpiagne.
Vaufrèges fut autrefois un petit village, tout comme les quartiers de Marseille le furent également (Mazargues, Le Redon, etc.). Les collines y ont empêché la réception des émissions de télévision (zone blanche) jusque dans les années 1990.